# Iglesia de la Santa Cruz (Rauma)

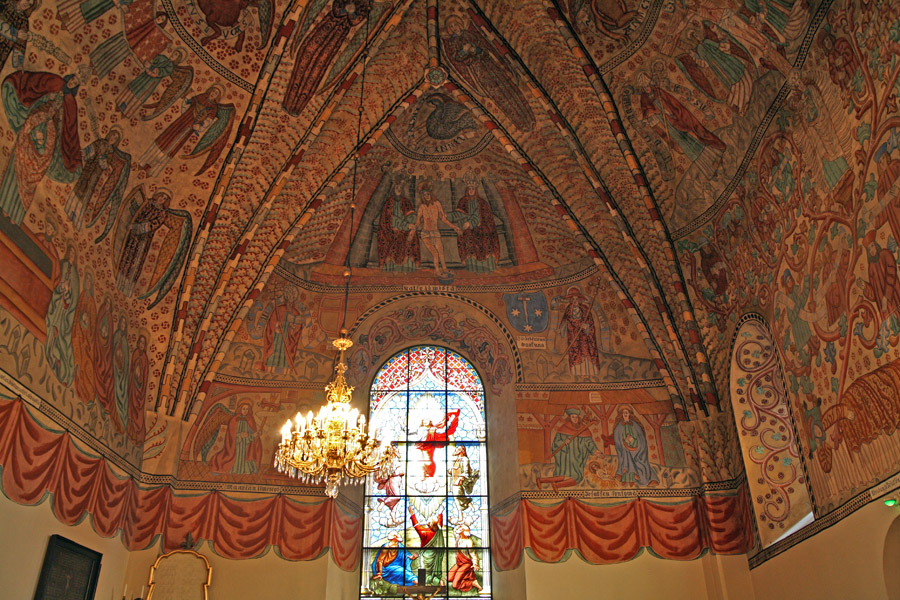
Frescos en la bóveda del coro

La Iglesia de la Santa Cruz (en finés: Pyhän Ristin kirkko) es una iglesia medieval de piedra situada en Rauma, Finlandia .Forma parte del Patrimonio Mundial de la UNESCO de la Antigua Rauma .La iglesia se encuentra junto al arroyo de Raumanjoki (río Rauma).

## Historia
Se desconoce la edad exacta de la Iglesia de la Santa Cruz, pero fue construida para servir como iglesia del monasterio del convento franciscano de Rauma . El monasterio se estableció a principios del siglo XV y se construyó una iglesia de madera alrededor del año 1420. Los historiadores suponen que la iglesia de piedra actual se completó en 1515-1520. La Iglesia de la Santa Cruz sirvió al monasterio hasta 1538, momento en que fue abandonado durante cien años cuando el convento franciscano se disolvió en la Reforma sueca . La iglesia se restableció como una iglesia luterana en 1640, cuando la cercana Iglesia de la Santísima Trinidad fue destruida por un incendio.
El edificio es una iglesia dos pasillos hecha de granito gris. El coro presenta murales de estilo fresco-seco que representan la historia bíblica de la Redención . Las pinturas son de la época de Arvid Kurck, quien fue obispo de Turku en el periodo de 1510-1522.  El campanario fue construido en 1816. Se hizo con piedras de las ruinas de la Iglesia de la Santísima Trinidad. El campanario blanco solía servir como punto de referencia para la gente de mar.